# Ōrora Satoshi
Ōrora Satoshi, nato Anatolij Valer'evič Michachanov (in russo Анатолий Валерьевич Михаханов?; Zaigrayevo, 26 aprile 1983), è un lottatore di sumo russo, fino al 1991 sovietico.
È noto per essere il primo lottatore di sumo russo della storia e detiene due primati: "il lottatore di sumo più pesante di sempre" e "la persona russa più pesante di sempre" (295 chili).

## Biografia

### Infanzia
Nato nelle fredde campagne di Zaigrayevo, dopo la caduta dell'Unione Sovietica lui e tutta la sua famiglia si trasferirono a San Pietroburgo.
Fin da quando era piccolo Michachanov si distinse dai suoi coetanei per via della sua notevole stazza fisica e si appassionò al sumo all'età di 8 anni dopo averne visto un incontro in televisione.

### Carriera
All'età di 16 anni cominciò il suo cammino nel mondo del sumo e venne allenato da Kitanoumi. Debuttò ufficialmente nel 2003 dove sconfigge in poco tempo un jobber locale e nel 2006 sfidò Akebono dal quale venne battuto.
Nel 2012 fu protagonista, assieme al lottatore Ohara, della più grande disparità di peso tra atleti: Ohara infatti pesava solo 83 chili contro i 295 di Satoshi che tuttavia perse l'incontro.